# Vivo y desnudo
Vivo y desnudo es una recopilación presentada en dos volúmenes, el primer disco oficial en concierto de "Lvzbel",. Es un disco considerado de muy mala calidad debido al parecer al bajo presupuesto de masterización usada en él, pero disco de colección por los fanes más ortodoxos de la banda.[cita requerida]
Grabado en el centro de espectáculos Rockotitlán de la Ciudad de México y con sólo Arturo Huizar como miembro del original Luzbel y un puñado de músicos de cierta fama underground local en la escena metalera. Hay que recordar el cambio de la "u" por la "v" en el nombre del grupo, para uso del nombre sin problemas legales. Con el apoyo de la disquera independiente Discos y Cintas Denver graban un álbum doble de ese recital y que de no ser por la presentación por separado de cada placa bien se le podría considerar un solo disco. 
El álbum únicamente contiene dentro del set aquellas canciones de la época de Huizar dentro de la banda, por lo que quedan marginados grandes temas de discos como ¡¿Otra vez?! y Luzbel de la época de Juan Bolaños.

## Lista de temas
1. "Quiero dejar de ser - 6:51 *
2. "Pasaporte al infierno" - 2:48
3. "Por piedad" - 3:19
4. "Ángeles de la noche" - 4:28
5. "Hijos del metal" - 3:51
6. "Advertencia" - 4:59
7. "La rebelión de los desgraciados" - 4:55
8. "Ángel de Sodoma" - 3:31
9. "Generación pasiva" - 3:36
10. "La guerra" - 4:11
11. "De un solo golpe" - 6:56
12. "Guerrero verde" - 4:30
13. "Sero positivo (0+) (la peste)" - 4:11
14. "Ruleta rusa" - 2:41
15. "El loco" - 5:04
16. "El ángel de la lujuria" - 5:23
17. "Fiesta de mi funeral" - 5:59 **
18. "Viernes 13" - 2:53 ***
19. "El hambre" - 4:35
20. "Bienvenidos al apocalipsis" - 4:37

## Músicos
- Ricardo III: guitarra;
- Arturo Huizar: voz;
- Iván Ramírez: batería;
- Carlos Hernández: bajo;
- Víctor Pig Sick: batería (sesiones en estudio);
- Guillermo Jacome: guitarras;
- Ricardo Rasta: guitarras (sesiones en estudio).
- Francisco Gatica: mezcla;

## Nota
- La canción "Quiero dejar de ser", fue el B-side del E.P. "Neo-Metal" de Arturo Huizar, nunca antes registrada bajo el nombre de Luzbel o "Lvzbel".
- El tema "Fiesta de mi funeral" originalmente fue escrito en la época en que Huizar se encontraba colaborando con la agrupación Ultratumba y es la primera vez que aparece en un disco de Luzbel o "Lvzbel".
- El tema "Viernes 13" apareció a la postre dentro del repertorio del disco Tiempo de la bestia.
- Dentro del Booklett se menciona la participación de Ricardo Rasta en las guitarras, al parecer él y Victor Pig Sick ayudaron en las sesiones para los temas "Viernes 13" y "Fiesta de mi funeral" que parecen estar grabados en estudio pues no se oye el sonido ambiente durante la duración de los mismos.
- En la canción "El ángel de la lujuria" se aprecia claramente que Arturo Huizar olvida parte de la letra y la reemplaza con otra, aunque cabe mencionar que esto le pasa muy a menudo en los conciertos.